# Vram-Shapuh d'Armènia
Vram-Shapuh (en armeni Վռամշապուհ) va ser rei d'Armènia de l'any 392 al 414. Era de la dinastia arsàcida. Cyrille Toumanoff creu que era fill de l'antic rei Varasdat. El rei Bahram IV de Pèrsia el va situar al tron, i tot i que era armeni, portava un nom persa armenitzat (el nom armeni era Vram-Shapuh, el persa Bahram-Shapur), el que mostra el grau d'influència persa que s'havia assolit a Armènia.
El patriarca sant Isaac tenia una filla, Sahakanukht, casada amb Hamazaspes I Mamiconi. Per al seu gendre, el patriarca va demanar al nou rei el càrrec de sparapet o comandant en cap. El rei no li va concedir a menys que ho aprovés el sobirà persa. Isaac va anar a Pèrsia i va obtenir el càrrec i altres favors per Hamazasp, i així els Mamiconis es van convertir en els cinquens en rang entre els nakharark dins de la jerarquia feudal d'Armènia.
En aquests anys, segurament abans del 405, el monjo Mesrop Maixtots, originari de Taron, i evangelitzador de la Siunia va inventar l'alfabet armeni de 36 lletres. Aquest alfabet va ajudar a introduir el cristianisme, ja que amb ell es va fer una traducció de la Bíblia que es va estendre ràpidament. Poc temps després el mateix Mesrob va inventar un alfabet pels aghuans (Albans o Aluanqs) que va protegir i acceptar el bisbe de Siunia Ananià (deixeble i successor del mateix Mesrob) i també el rei Vasaces, un alfabet que es va perdre segles després i no se’n va trobar cap exemple fins al 1937, en un famós Manuscrit de Vagharxapat, trobat per Ilia V. Abuladze, i publicat a Tbilisi per M. Txanidze l'any 1938.
Vram-Shapuh va morir l'any 414, deixant un fill, Artaxes IV d'Armènia, de només 10 anys, que els nakharark no van acceptar i van demanar un nou rei al sobirà persa. Isdigerdes I, nebot i successor de Bahram IV, va designar l'antic rei Khosrov IV que havia estat deposat 22 anys abans per les seves intrigues.